# O.N.I.F.C.
O.N.I.F.C. é o quarto álbum de estúdio do rapper americano Wiz Khalifa. O álbum foi lançado em 4 de Dezembro de 2012 na América do Norte por Rostrum Records e Atlantic Records. O álbum estreiou na segunda posição na Billboard 200 vendendo 148,000 copias na primeira semana.

## Antecedentes e produção
O álbum conta com a participação de artistas como 2 Chainz, Akon, Berner, Cam'ron, Courtney Noelle, Juicy J, Chevy Woods, Iamsu!, Lola Monroe, Pharrell, Problem, Tuki Carter, The Weeknd, e Amber Rose. Na produção do álbum participaram Benny Blanco, Danja, I.D. Labs, Jim Jonsin, Pharrell Williams, Sledgren, Stargate e Pop Wansel.

## Lista de faixas
| N.º            | Título                 | Duração |  |
| 1.             | "Intro"                |         |  |
| 2.             | "Paperbond"            |         |  |
| 3.             | "Bluffin'"             |         |  |
| 4.             | "Let It Go"            |         |  |
| 5.             | "The Bluff"            |         |  |
| 6.             | "Work Hard, Play Hard" |         |  |
| 7.             | "Got Everything"       |         |  |
| 8.             | "Fall Asleep"          |         |  |
| 9.             | "Time"                 |         |  |
| 10.            | "It's Nothin"          |         |  |
| 11.            | "Rise Above"           |         |  |
| 12.            | "Initiation"           |         |  |
| 13.            | "Up in It"             |         |  |
| 14.            | "No Limit"             |         |  |
| 15.            | "The Plan"             |         |  |
| 16.            | "Remember You"         |         |  |
| 17.            | "Medicated"            |         |  |
| Duração total: | Duração total:         | 73:37   |  |

| Edição de luxo |                        |         |  |
| N.º            | Título                 | Duração |  |
| 18.            | "Bout Me"              | 3:28    |  |
| 19.            | "Stackin'"             | 3:45    |  |
| 20.            | "Mary 3x"              | 4:20    |  |
| 21.            | "Work Hard, Play Hard" | 3:55    |  |
| 22.            | "Remember You"         | 5:20    |  |
| Duração total: | Duração total:         | 94:25   |  |

## Desempenho nas paradas
| Paradas (2012-13)                       | Melhor posição |
| --------------------------------------- | -------------- |
| Austrália (ARIA)                        | 99             |
| Austrália (ARIA Hitseekers Albums)      | 4              |
| Austrália (ARIA Urban Albums)           | 14             |
| Bélgica (Ultratop Flandres)             | 102            |
| Bélgica (Ultratop Valônia)              | 104            |
| Canadá (Billboard)                      | 14             |
| França (SNEP)                           | 65             |
| Alemanha (Offizielle Deutsche Charts)   | 75             |
| Japão (Oricon)                          | 117            |
| Suíça (Schweizer Hitparade)             | 35             |
| Reino Unido (OCC)                       | 105            |
| Reino Unido (UK R&B Albums Chart)       | 10             |
| Estados Unidos Billboard 200            | 2              |
| Estados Unidos (Top R&B/Hip Hop Albums) | 1              |
| Estados Unidos (Top Rap Albums)         | 1              |

| Paradas (2013)                          | Melhor posição |
| --------------------------------------- | -------------- |
| Estados Unidos (Billboard 200)          | 67             |
| Estados Unidos (Top R&B/Hip Hop Albums) | 16             |
| Estados Unidos (Top Rap Albums)         | 11             |

## Histórico de lançamento
| País           | Data                  | Formato(s)           | Gravadora                 |
| -------------- | --------------------- | -------------------- | ------------------------- |
| Estados Unidos | 4 de Dezembro de 2012 | CD, Descarga digital | Atlantic Records, Rostrum |
| Estados Unidos | 29 de janeiro de 2013 | Vinil                | Atlantic Records, Rostrum |